# Natural History: The Very Best of Talk Talk
Natural History: The Very Best of Talk Talk és un àlbum recopilatori del grup britànic Talk Talk aparegut el 1990. Fou l'èxit de vendes del grup i millor classificat en les llistes de vendes, com a número 3.

## Llista de temes
1. "Today" (Brenner/Harris/Hollis/Webb) – 3:30
2. "Talk Talk" (Hollis/Hollis) – 3:15
3. "My Foolish Friend" (Brenner/Hollis) – 3:18
4. "Such a Shame" (Hollis) – 5:22
5. "Dum Dum Girl" (Friese-Greene/Hollis) – 4:02
6. "It's My Life" (Friese-Greene/Hollis) – 3:51
7. "Give It Up" (Friese-Greene/Hollis) – 5:19
8. "Living in Another World" (Friese-Greene/Hollis) – 7:00
9. "Life's What You Make It" (Friese-Greene/Hollis) – 4:25
10. "Happiness Is Easy" (Friese-Greene/Hollis) – 6:29
11. "I Believe In You" (Friese-Greene/Hollis) – 5:55
12. "Desire" (Friese-Greene/Hollis) – 6:56
13. "Life's What You Make It" [live from the Hammersmith Odeon (Friese-Greene/Hollis) – 4:40
14. "Tomorrow Started" [live from the Hammersmith Odeon] (Hollis) – 7:45